# José Luis Fernández (escultor)

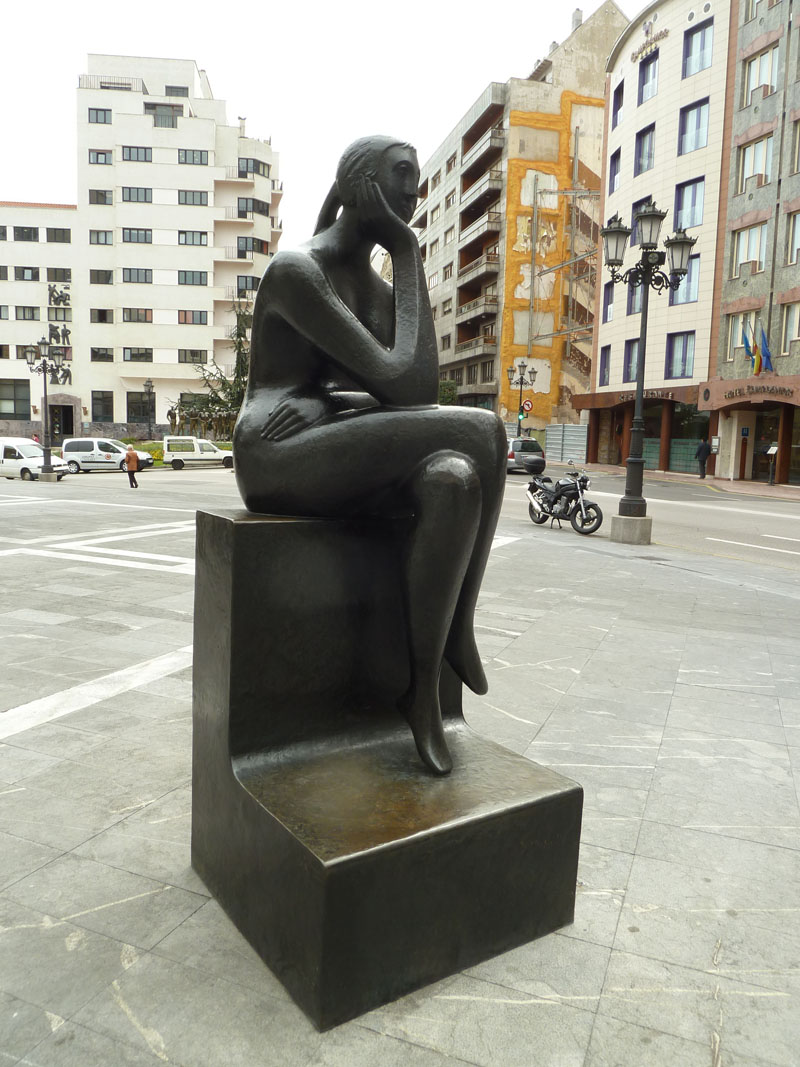
La Pensadora, obra de José Luis Fernández instalada en Oviedo.

José Luis Fernández Fernández (Oviedo; 1943) es un escultor español.
De estilo escultórico evolutivo, parejo al momento que le tocaba vivir, los materiales que emplea suelen ser maderas, piedras, metales y resinas sobre el que demuestra una gran maestría en su modelado y talla.
Su obra enraíza con la de Brancusi y Henry Moore, aunque no pueda encajarse en ningún movimiento artístico existente. Su creación evoluciona a través de diversas series que constituyen un estilo propio y personal.

## Biografía
De familia relacionada con el arte y, en concreto, con la talla en madera, sus tíos Carlos y Luis Fernández eran maestros de la talla en madera; desde muy joven se siente vinculado a la escultura. Ello hace que trabaje en el taller de sus tíos desde temprana edad, adquiriendo gran experiencia en la talla de la madera, lo que le permite realizar sus dos primeras tallas de aspecto románico para la iglesia Santa María de Narzana (Asturias). También está en contacto con el esculpido de la piedra a través del taller de Jorge Jordán y estudia en la Escuela de Artes y Oficios de Oviedo.
Comparte espacio de trabajo con pintores como Carlos Sierra y Miguel Ángel Lomabardía en una buhardilla de Oviedo. Siendo muy joven y con la intención de formarse directamente con los grandes maestros de la escultura, se traslada a Madrid, lugar que ve como una parada intermedia en su deseado viaje a París. Su formación se mantiene alejada de las escuelas y facultades de bellas artes, relacionándose con los grandes maestros del momento: Juan de Ávalos, Ramón Lapayese, Enrique Pérez Comendador, José Planes y Antonio Suárez. Desde un principio tiene taller propio en Vallecas, donde va forjando su propia personalidad como escultor.
En la década de los años 60 del siglo XX comienza a relacionarse con otros creadores en sus intensas sesiones de dibujo en el Círculo de Bellas Artes, donde conoce a escultores de su generación como: Eduardo Naranjo, Miguel Ángel Calleja y Cristóbal Toral.
José Luis Fernández se encuentra en el tránsito entre el Grupo El Paso y la revolución cultural de los ochenta de la Movida madrileña, desarrollándose en su obra una perceptible tensión entre la figuración (en sus inicios, es decir, entre la década de los años 60 y principios de los 70) y la abstracción (a partir de los años 70).
En el año 1972 monta una fundición y taller de escultura, junto con su hermano Enrique, llamada ESFINGE, que ha llegado a convertirse en un referente como fundición especializada en esculturas.
En 1973 conoce  a Marisol Fernández Pérez con la que se casa ese mismo año, y con quien tiene su primer hijo, Sergio, que nacerá en 1975.
A partir aproximadamente de 1980, su estilo evoluciona y empieza a trabajar con nuevas formas: espirales, péndulos, personajes que buscan el equilibrio mediante plomadas, alusiones a la muerte (huesos en forma de cráneo). Pero la mayoría de las obras de esta etapa permanecen desconocidas. En la década de los ochenta nacen su segundo y tercer hijos, Cristóbal (1980) y Natalia (1981). En 1990 recibe el encargo de un nuevo diseño del trofeo para los Premios Goya, ya que la anterior estatuilla, obra de Miguel Ortiz Berrocal, pesaba casi 15 kg y era poco manejable. Fernández produjo una estatuilla de 3 kg que es la que se sigue utilizando actualmente.
Ya entrada la década de los 90, la evolución de la fundición ESFINGE hace aconsejable su traslado y se decide llevar a cabo una ampliación y traslado de la misma a Torrejón de Ardoz, evento que coincide con uno de los momentos más importantes en su trayectoria profesional: la exposición antológica “Treinta años de escultura” organizada en el Centro de Arte Moderno Ciudad de Oviedo, que le permitió el encargo de ampliar en bronce una de sus piezas más importantes “La Pensadora” situada frente al Teatro Campoamor, en pleno centro de la ciudad de Oviedo.

## Actividad artística

### Exposiciones individuales
- 1973
  - Exposiciones “Miniesculturas” en Círculo 2 (Madrid) y en Tassili (Oviedo).[3]
- 1975
  - Sala Vicent (Gijón).[3][1]
- 1976
  - Galería Tassili, Oviedo.[1]
- 1977
  - Galería Círculo 2 (Madrid).[3][1]
  - Galería Fúcares (Almagro).[3][1]
  - Galería Melchor (Sevilla).[3][1]
- 1978
  - Caja Municipal de Ahorros (Burgos).[3][1]
  - Galería Rodin (Santa Cruz de Tenerife).[3][1]
  - Galería Maese Nicolás (León).[3][1]
  - Galería Berruet (Logroño).[3][1]
- 1980
  - Galería Art3 (Figueras).[3]
  - Caja de Asturias de Oviedo.[3][1]
  - Museo Nicanor Piñole (Gijón).[3][1]
  - Casa de Cultura de Avilés.[3][1]
- 1982
  - Galería de la Escuela de Artes Aplicadas (Ciudad Real).[3]
- 1983
  - Caja de Ahorros de Madrid.[3]
  - Caja de Ahorros y Monte de Piedad de Zaragoza.[3]
  - Galería Balboa13 (Madrid).[3]
- 1985
  - Cajas de Asturias en Oviedo, Gijón, Avilés, La Felguera y Mieres.[3][1]
- 1988
  - Contratalla (Barcelona).[3][1]
- 1989
  - “José Luis Fernández. 20 Años de Escultura” en Pontevedra.[3]
- 1991
  - Galería Androx (Vigo).[3]
- 1992 
  - Galería Ra del Rey (Madrid).[3][1]
- 1993
  - “Taurios” en Galería Ra del Rey (Madrid).[3][1]
- 1994
  - Museo Juan Barjola (Gijón).[3][1]
- 1996
  - Casa de la Cultura de Tineo (Asturias).[3][1]
- 1999
  - “José Luis Fernández. 30 años de escultura”, Centro de Arte Moderno "Ciudad de Oviedo".[3][1]

- 2002
  - Casa de la Cultura, Torrejón de Ardoz.[1]
  - Itinerario escultórico por Álava, Álava.[1]
- 2003
  - Casa de la Cultura de Torrejón de Ardoz (Madrid).[3]
- 2006
  - Casa de la Cultura de Torrejón de Ardoz (Madrid).[3]
- 2007
  - Torres de la Alameda (Madrid).[3]
- 2010
  - Escuela de Arte La Palma (Madrid).[3]
  - “José Luis Fernández. 50 años de escultura”, Centro Cultural Infanta Cristina. Ayuntamiento de Pinto (Madrid).[3][1]

### Exposiciones colectivas, ferias y bienales
- 1964
  - Celebra su primera exposición en la Galería Cristamol de Oviedo, junto con Carlos Sierra y Ramón Sancho Miñano.[3] (Marín-Medina en el catálogo de la exposición en el Museo Barjola, data la exposición en 1964. El catálogo "Escultura. José Luis Fernández", de la Caja de Ahorros doña Teresa Ortega-Coca, también la data en el 64, pero, en la biografía del catálogo "José Luis Fernández. 30 años de escultura" la data en 1966)[1]
- 1968
  - Exposición Nacional de Bellas Artes.[1]
- 1969
  - Seleccionado en la II  Bienal Internacional de El deporte en las Bellas Artes.[3][1]
- 1970
  - Participa en la Exposición Nacional de Arte Contemporáneo organizada por el Ministerio de Educación y Ciencia.[3][1]
- 1974
  - Galería Balboa 13 (Madrid).[3]
- 1975
  - Galería Múltiple (Madrid).[3][1]
  - Concursos "Ciudad de Murcia", Murcia.[1]
  - Concurso Salzillo, Murcia.[1]
  - Bienal de Pontevedra.[1]
- 1976
  - Galería Balboa 13, Madrid.[1]
  - Galería Kandinski, Madrid.[1]
  - Sala Provincia, León.[1]
  - Galería Amadís.[1]
  - "Pintores y escultures asturianos", Galería Tantra, Oviedo.[1]
  - Expoplás, Madrid.[1]
  - Arte Expo 76.[1]
  - IV Certamen Nacional de Escultura de Guadalajara, Guadalajara.[1]
- 1977
  - “Maternidades”, Galería Kandinsky (Madrid).[3][1]
  - IV Bienal Internacional de Marbella, Málaga.[1]
- 1978 
  - Galería Juana Mordó (Madrid).[3][1]
  - Galería Balboa 13 (Madrid).[3][1]
  - Galería Altex (Madrid).[3][1]
  - “Artistas españoles” (Teherán).[3][1]
- 1979
  - Bienal Internacional de Deporte.[3][1]
  - Bienal Internacional de Marbella.[3][1]
- 1980
  - Art 3, Figueras, Gerona.[1]
- 1981
  - Galería Balboa 13 (Madrid).[3]
- 1982
  - Bienal de Arte Ciudad de Oviedo.[3]
  - Galería de la Escuela de Artes Aplicadas, Ciudad Real.[1]
- 1983
  - Feria “Arteder 83“ (Bilbao).[3][1]
  - Caja de Ahorros y Monte de Piedad de Madrid, Zaragoza.[1]
  - Galería Balboa 13, Madrid.[1]
- 1984
  - “Art 15´84” Basilea (Suiza).[3][1]
- 1985
  - Feria Internacional de Arte Moderno ´85 en Londres.[3][1]
  - Art Expo´85 Montreal (Canadá).[3][1]
  - Feria Inter Arte (Valencia).[3]
- 1986
  - Feria internacional de Arte Moderno ´ 86 en Londres.[3][1]
  - Art Expo ´86 Montreal (Canadá).[3][1]
- 1987
  - Art Jonction Internacional Niza (Francia).[3][1]
  - Linear Gent´87 (Bélgica).[3][1]
- 1988
  - Feria Inter Arte (Valencia).[3][1]
  - Linear Gent´88 (Bélgica).[3][1]
- 1989
  - Feria internacional de Arte Moderno ´89 en Londres.[3][1]
  - Biaf 89, Barcelona.[1]
  - "20 años escultura Pontevedra", Pontevedra.[1]
- 1990
  - “Grupo Puerta del Sol” en Tabacalera (Madrid).[3][1]
  - “El Prado más allá de la Vanguardia”, Madrid.[3][1]
- 1992
  - Feria Inter Arte (Valencia).[3][1]
- 1993
  - Feria Arte Santander (Santander).[3][1]
- 1994
  - Con el Grupo Nueve Expresiones. Centro Puerta de Toledo (Madrid).[3][1]
- 1995
  - Con el Grupo Nueve Expresiones Galería Castilla (Valladolid) y Galería Estil (Valencia).[3][1]
- 1996
  - Con el Grupo Nueve Expresiones en Caixa de Vigo (Vigo).[3][1]
  - Feria Arte Santander (Santander).[3][1]
- 1997
  - Feria Arte Santander (Santander).[3][1]
  - Con el Grupo Nueve Expresiones en Caja Madrid (Barcelona, Zaragoza y Ciudad Real).[3][1]
- 1998
  - Feria Arte Santander (Santander).[3][1]
  - “Escultores asturianos nacidos en las décadas de los 40 y 50” en el Museo Barjola (Gijón).[3][1]
- 1999
  - Feria Arte Santander (Santander).[3][1]
  - “De regreso” (Escultores asturianos en diez años del Museo Barjola) en el Museo Barjola (Gijón).[3][1]
- 2000
  - Sociedad Cultural La Carbonera, La Felguera, Asturias.[1]
- 2001
  - “Un bosque en obras, vanguardias en la escultura en madera” en la Sala de las Alhajas de la Fundación Caja Madrid (Madrid) y en el Museo Esteban Vicente (Segovia).[3][1]
- 2002
  - Feria DeArte (Madrid).[3]
  - “Confluencias 2002. La escultura asturiana de hoy”, Universidad de Oviedo.[3][1]
- 2004
  - Pintores y escultores asturianos en Madrid Centro Asturiano de Madrid.[3]
- 2006
  - Exposición colectiva Taller estudio Oyarkandal, Úbeda (Jaén).[3]
- 2009
  - Feria internacional de arte múltiple contemporáneo ESTAMPA.[3]

### Premios
- 1968
  - Obtiene el tercer premio en la Exposición Nacional de Bellas Artes.[3]
- 1972
  - I Concurso Nacional de pequeña escultura en Valladolid, cuyo Museo adquiere una obra suya.[3]
- 1975
  - Medalla de la Delegación de Deportes en la V Bienal Internacional del Deporte.[3]
  - Gana el concurso Ciudad de Murcia, Salcillo y Ciudad de Pontevedra.[3]
- 1977
  - Premio de Miniescultura de la Galería Círculo 2 (Madrid).[3]
  - Premio Bienal de Pontevedra.[3]
- 1978
  - Premio Caja Guadalajara.[3]
- 1982
  - Primer Premio en el Concurso Nacional de Artes Plásticas Ciudad Real.[3]
- 2003
  - Itinerario escultórico por Álava. Obra seleccionada. Certamen de Escultura (Vitoria).[3]
- 2005
  - Premio Escultura La Casa Grande (Madrid).[3]
- 2023
  - Premio Manzana de Oro del Centro Asturiano de Madrid.[3]

### Obras Públicas
- Escultura, 1978, Gallegos, Concejo de Las Regueras, Asturias.[1]
- Sin título, 1982, Las Regueras, Oviedo.[1]
- La Pensadora, 1999, Calle Argüelles, aledaños del Teatro Campoamor, Oviedo.[1]
- Las Cabezadas, 1999, Aledaños de la iglesia de San Isidoro, León.[1]
- Monumento a Gaudí, s/f, Palacio Botines, León.[1]
- Floración, 2003, Torrejón de Ardoz, Madrid.[1]
- Homenaje a las Brigadas Internacionales, 2003, Torrejón de Ardoz, Madrid.[1]
- Homenaje a las víctimas del 11-M, 2004, Torrejón de Ardoz, Madrid.[1]
- Monumento a Don Quijote y Sancho, 2005, Torrejón de Ardoz, Madrid.[1]
- Leyendo en el caracol, 2006, Torrejón de Ardoz, Madrid.[1]
- Homenaje a los mayores, 2008, Plaza Mayor, Torrejón de Ardoz, Madrid.[1]
- Homenaje a Berlanga, 2009, Sos del Rey Católico, Zaragoza.[1]
- Caballos en Libertad, 2010, calle de Enmedio, Torrejón de Ardoz, Madrid.[1]

### Otras Obras
- Trofeo de "El Punto de las Artes", 1994, bronce.[1]
- Premios Goya de Cine, 1987, bronce.[1]
- Premio Thyssen de arquitectura, 1991, bronce.[1]
- Urogallo de Bronce del Centro Asturiano de Madrid, bronce.[1]

### Obras Religiosas
- El Salvador, 1964-65, madera policromada, Iglesia de Santa María de Narzana, Sariego, Asturias.[1]
- La Virgen María, 1964-65, madera policromada, Iglesia de Santa María de Narzana, Sariego, Asturias.[1]

### Esculturas en otros lugares públicos
- Murales de paso interior de peatones, 1976, Plaza de Cibeles, Madrid.[1]

### Obras en museos y otras instituciones
- Hombres, 1968, Museo del Instituto Bernaldo de Quirós, Mieres, Asturias.[1]
- Levantador de pesas, 1970, madera, Gimnasio Discóbolo, Avilés, Asturias.[1]
- Murales del S.O.V. (10 murales), 1976, hormigón, Paseo de la Castellana, Madrid.[1]
- Osamentas, 1979, madera, Museo Casa Natal de Jovellanos, Gijón.[1]
- Escultura de la Serie Orgánica, 1982, bronce, Escuela de Artes y Oficios de Ciudad Real (que fue Premio Nacional de Ciudad Real).[1]